# РС-82
РС-82 и РС-132 (от рус. реактивный снаряд, калибра соответственно 82 и 132 мм) — неуправляемые авиационные боеприпасы (достигающие цели без коррекции траектории в процессе полёта) классов воздух — воздух и воздух — поверхность, оснащённые реактивным двигателем на бездымном порохе. Разработаны в СССР в период с 1929 по 1937 г. Широко использовались во время Великой Отечественной войны. Дальнейшим развитием РС-82 и РС-132 стали снаряды M-8 и М-13, использовавшиеся также в РСЗО класса поверхность — поверхность БМ-8 и БМ-13.

## Тактико-технические характеристики
| Наименование                                                        | РС-82 | РС-132 |
| ------------------------------------------------------------------- | ----- | ------ |
| Калибр, мм                                                          | 82    | 132    |
| Длина снаряда, мм                                                   | 600   | 845    |
| Вес ВВ, кг                                                          | 0,36  | 0,9    |
| Вес ракетного топлива, кг                                           | 1,1   | 3,8    |
| Полный вес снаряда, кг                                              | 6,8   | 23     |
| Максимальная скорость снаряда (без учёта скорости носителя), м/с    | 340   | 350    |
| Максимальная дальность, км                                          | 6,2   | 7,1    |
| Радиус сплошного осколочного поражения, м                           | 6-7   | 9-10   |
| Рассеивание при стрельбе по наземным целям, тысячные доли дальности | 14-16 | 14-16  |

## Устройство
Снаряд состоит из головной боевой и реактивной части (порохового реактивного двигателя). Боевая часть снаряжена зарядом взрывчатого вещества, для подрыва которого используются контактный (АМ-А) или неконтактный (АГДТ-А) взрыватели. Реактивный двигатель имеет камеру сгорания, в которой помещён метательный заряд в виде цилиндрических шашек из бездымного пороха с осевым каналом. На наружной части обоих концов камеры выполнены центрирующие утолщения с ввёрнутыми в них направляющими штифтами. Для воспламенения порохового заряда используется воспламенитель из дымного ружейного пороха. Образующиеся при горении пороховых шашек газы, истекают через сопло, перед которым расположена диафрагма (колосниковая решётка), препятствующая выбросу шашек через сопло. Стабилизация снаряда в полёте обеспечивается с помощью хвостового стабилизатора из четырёх стальных штампованных перьев. Головка снаряда тупая, с надрезами на оживальной части.

## История создания

### Топливо
Весной 1921 году в Москве начала свою деятельность «Лаборатория для разработки изобретений Н. И. Тихомирова», в которую вскоре был направлен инженер и изобретатель В. А. Артемьев. Целью лаборатории стала разработка твердотопливных ракет.
В первую очередь, лабораторией была проверена возможность использования штатных артиллерийских пироксилиновых бездымных порохов на летучем спиртоэфирном растворителе для изготовления ракетных зарядов. Опыты показали невозможность применения их для этой цели, поэтому О. Г. Филипповым и С. А. Сериковым был разработан принципиально новый пироксилино-тротиловый порох (ПТП) содержавший 76,5 % пироксилина, 23 % тротила и 0,5 % централита. Несмотря на серьёзные недостатки технологического процесса получения шашек из ПТП, именно на этом порохе в течение 10 лет велась работа по созданию зарядов к ракетным двигателям различного назначения, в том числе для авиационных реактивных снарядов.

### Выбор калибра
Первоначально для авиационного реактивного снаряда был установлен стандартный калибр 76 мм, но, полученные в процессе производства пороховые шашки имели диаметр 24 мм. Таким образом, снаряд выбранного калибра не мог быть снаряжён пакетом из семи шашек. Перенастройка производства означала бы задержку в испытаниях, поэтому калибр снаряда был увеличен. С учётом толщины стенок ракетной камеры и местных её утолщений, был определён калибр авиационного реактивного снаряда, равный 82 мм, а сам снаряд стал называться PC-82.
Для ускорения работ по созданию РС большего калибра было решено использовать имеющиеся в наличии пороховые шашки диаметром 24 мм. Пакет из 19 таких шашек требовал ракетной камеры с внутренним диаметром 122 мм, что с учётом толщины стенки ракетной камеры и местных её утолщений определило калибр реактивного снаряда — 132 мм. В дальнейшем РС-132 снаряжались пакетом из шашек диаметром 40 мм.
По баллистическому расчёту необходимая масса заряда для 82-мм PC могла быть получена при длине заряда 230 мм. Прессование шашек с центральным каналом такой длины по технологии глухого прессования пироксилино-тротиловой массы оказалось невозможным. Пришлось длину каждой шашки уменьшить в 4 раза и заряд составлялся из 28 пороховых шашек длиной 57,5 мм, вместо 7, запланированных по исходному проекту. Для РС-132 приходилось использовать 35 шашек диаметром 40 мм.

### Выбор способа стабилизации
Первый в СССР успешный полёт ракеты (РС-82) на бездымном порохе состоялся весной 1928 г. в Ленинграде, куда лаборатория Тихомирова перебазировалась в 1927 г. В июле 1928 года она была переименована в Газодинамическую лабораторию (ГДЛ) ВНИК при РВС СССР.
На протяжении первых лет разработка снарядов шла по пути совмещения активного и реактивного принципов движения — стабилизированные оперением ракеты запускались из миномётов — что давало бо́льшую дальность полёта. В конце 20-х годов по результатам проведённых испытаний был сделан вывод, что применение активно-реактивных снарядов незначительно увеличивает дальность, в то же время существенно увеличивает вес пусковой установки, лишая ракетное оружие таких важных преимуществ как манёвренность и простота действия. Начиная с 1930 г. ГДЛ приступила к разработке снарядов, основанных на применении только реактивного принципа движения.
Первоначально для РС был выбран вариант стабилизации вращением в полёте (Гироскопический). При этом 20-30 % энергии заряда тратилось на сообщение ракетам вращательного движения, что заметно уменьшало дальность полёта, кучность же оставалась неудовлетворительной, что труднообъяснимо. Поэтому было решено вернуться к снарядам с оперением. Опытным путём были установлены оптимальные размеры оперения — 200 мм для РС-82 и 300 мм для РС-132. При дальности полёта в 5-6 км эти снаряды демонстрировали вполне удовлетворительную кучность.
Созданный в 1942 году инженерами предприятия «Чешска зброевка» на основе РС-82 собственный реактивный снаряд имел гибридную систему стабилизации: поверхности стабилизаторов имели малую (1,5 градуса) закрутку. Вращение снаряда вокруг своей оси было медленным и недостаточным для стабилизации вращением, но таким образом устранялся дестабилизирующий эффект неравномерного горения порохового заряда (эксцентриситет тяги). Германская ракета превосходила РС-82 по дальности полёта, кучности и действию по цели. Собственные ракеты с косо поставленным оперением появились в РККА только в 1944 году, получив специальные баллистические индексы ТС-46 и ТС-47.

### Принятие на вооружение
В 1933 году в Москве был создан Реактивный научно-исследовательский институт (РНИИ), объединивший Ленинградскую ГДЛ и московскую Группу изучения реактивного движения (ГИРД). Начальником РНИИ назначили И. Т. Клеймёнова (бывшего директора Газодинамической лаборатории), а его заместителем — С. П. Королёва (бывшего начальника МосГИРД). В 1937 году РНИИ получило наименование НИИ-3 Наркомата оборонной промышленности
В середине 30-х годов возникла проблема, связанная с трудностью получения достаточного количества топлива для РС — применявшиеся методы получения шашек из ПТП не отвечали требованиям массового промышленного производства. В качестве нового ракетного топлива был выбран разработанный коллективом учёных под руководством А. С. Бакаева баллиститный нитроглицериновый порох Н содержавший коллоксилина — 57 %, нитроглицерина — 28 %, динитротолуола — 11 %, централита — 3 %, вазелина — 1 %. Его производство уже было налажено на одном из заводов на юге Украины. Технология изготовления баллиститных порохов не ограничивала длину шашек, поэтому после предварительных испытаний перешли к изготовлению зарядов из шашек, длина которых была примерно равна длине ракетных камер — 230 мм для РС-82 и 287,5 мм для PC-132.
В начале 1937 г. полигонные испытания авиационных снарядов РС-82 с зарядами из баллиститного пороха Н, были повторены в большом объёме с использованием самолётов различных типов. После необходимых доработок, в декабре 1937 г. 82-мм реактивные снаряды были приняты на вооружение ВВС СССР. В июле 1938 г. после успешных войсковых испытаний были приняты на вооружение бомбардировочной и штурмовой авиации реактивные снаряды PC-132.
В 1940 г. заводы Наркомата боеприпасов выпустили 125,1 тыс. ракет РС-82 и 31,68 тыс. ракет РС-132.

## Модификации и варианты
| Модель               | Характеристики |
| -------------------- | --- |
| РС-82 (с 1942 М-8)   | Базовая модификация 82-мм реактивного снаряда, принята на вооружение в 1937 г.                                           |
| РБС-82               | Бронебойный вариант, принят на вооружение в 1942 г. Бронепробиваемость до 50 мм по нормали. Состояли на вооружении Ил-2. |
| РОС-82               | Реактивный осколочный снаряд.                                                                                            |
| РОФС-82              | Вариант с осколочно-фугасной БЧ.                                                                                         |
| ЗС-82                | Зажигательный РС. |
| ТРС-82               | Турбореактивный снаряд, разработан в 1943 г.                                                                             |
| РС-132 (с 1942 М-13) | Базовая модификация 132-мм реактивного снаряда, принята на вооружение в 1938 г.                                          |
| РБС-132              | Бронебойный вариант, принят на вооружение в 1942 г. Бронепробиваемость до 75 мм по нормали. Состояли на вооружении Ил-2. |
| РОФС-132             | Вариант с осколочно-фугасной БЧ.                                                                                         |
| РОС-132              | Реактивный осколочный снаряд.                                                                                            |
| ЗС-132               | Зажигательный РС. |
| ТРС-132              | Турбореактивный снаряд, разработан в 1943 г.                                                                             |

## Пусковые и прицельные устройства
В 1935 г. в процессе испытаний РС-82 на истребителе И-15 применялись авиационные пусковые устройства бугельного типа, которые имели большое лобовое сопротивление и заметно снижали скорость самолёта. В 1937 г. в РНИИ была разработана направляющая желобкового типа с одной планкой, имеющей Т-образный паз для направляющих штифтов снаряда. Для повышения прочности направляющую прикрепляли к силовой балке, выполненной из трубы. Эта конструкция реактивного орудия (РО) получила название «флейта». Позднее в пусковых устройствах для РС-132 от опорной балки-трубы отказались и заменили её П-образным профилем. Для пуска ракет РО оснащались пиропистолетами конструкций Павленко и Клейнина.

Применение пусковых установок желобкового типа значительно улучшило аэродинамические и эксплуатационные характеристики снарядов, упростило их изготовление, обеспечило высокую надёжность схода снарядов.
Для снарядов РС-82 и РБС-82 (бронебойные) применялись пусковые установки длиной 1007 мм. Длина направляющих их составляла 835 мм, число направляющих — 8. Вес всей ракетной системы 23 кг. Для снарядов РС-132 и РБС-132 применялись пусковые установки длиной 1434 мм. Длина их направляющих составляла 1300 мм, число направляющих — 10. Вес всей ракетной системы 63 кг. На самолётах Ил-2 для снарядов РС-132 и РБС-132 применялись пусковые установки длиной 1434 мм. Длина их направляющих составляла 1300 мм. Число направляющих — 8. Вес всей ракетной системы 50 кг. В годы Великой Отечественной войны в войсках, изготавливалось значительное число полукустарных пусковых установок для 82-мм и 132-мм реактивных снарядов.
Для стрельбы по воздушным целям использовали снаряды РОС-82, снаряжённые дистанционными трубками АГДТ-А. Время их срабатывания, плавно регулировавшееся в пределах от 2 до 22 секунд, выставлялось вручную техниками по вооружению на каждом снаряде перед вылетом и докладывалось лётчику.
За неимением достаточно точных дальномеров, дистанцию до цели пилоты определяли либо на глаз по типу самолёта, либо по дальномерной сетке стрелкового прицела. Сопоставляя дистанцию со временем установки трубки, пилот определял момент начала открытия огня ракетными снарядами. Учитывая низкую точность стрельбы одиночными PC, для создания максимальной зоны поражения осколками лётчики выпускали серией или залпом весь ракетный боезапас. Рубежами открытия огня для PC были 800—1200 м. Управление стрельбой РС — от электросбрасывателя бомб ЭСБР-3.
Также были изготовлены и использовались для прикрытия аэродромов наземные зенитные пусковые установки залпового огня на шасси автомобиля ЗИС-5: четыре 24-зарядные для снарядов РС-82 и две 12-зарядные для снарядов РС-132 с дистанционными трубками.

## Боевое применение
Первое боевое применение нового ракетного оружия состоялось в 1939 году во время боев на реке алхин-Гол, где с 20 по 31 августа успешно действовало первое в истории авиации звено истребителей-ракетоносцев. В его состав входило 5 истребителей И-16, вооружённых реактивными снарядами РС-82. 20 августа 1939 г. в 16 часов советские лётчики И. Михайленко, С. Пименов, В. Федосов и Т. Ткаченко под командованием капитана Н. Звонарёва вылетели на выполнение боевого задания по прикрытию советских войск. Над линией фронта они встретились с японскими истребителями. По сигналу командира все пятеро произвели одновременный ракетный залп с расстояния около километра и сбили два японских самолёта.
В ходе советско-финской войны (1939—1940 гг.) 6 двухмоторных бомбардировщиков СБ были оснащены пусковыми установками для ракет РС-132. Пуски ракет РС-132 производились по наземным целям.
Недостатки ракетного вооружения того периода (малая кучность и невысокая скорость снаряда) не позволяли использовать его в манёвренном воздушном бою. Наибольшая эффективность достигалась при залповом пуске осколочных РС-82 с дистанционным взрывателем по воздушным целям, идущим в плотном сомкнутом строю. Немаловажное значение имел фактор внезапности. Так, во время ВОВ был зафиксирован следующий случай — при сближении встречными курсам пары самолётов МиГ-3 с группой из 6 «мессершмитов», ведомый грамотно применил новое оружие — одновременным залпом из шести РС-82 были сбиты сразу четыре немецких самолёта. Оставшиеся два самолёта противника от вступления в бой уклонились.
Применение снарядов со взрывателем мгновенного действия по воздушным целям носило нештатный характер, вроде встречи временно дооборудованных для штурмовки истребителей с тяжёлыми бомбардировщиками противника.
РС-82 также применялись в качестве оборонительного оружия на бомбардировщиках — РО разворачивалось для стрельбы назад, при этом трубки взрывателей могли устанавливаться на различную дистанцию. Разрывы ракет препятствовали атакам истребителей из задней полусферы, а если лётчиком была точно определена дистанция до самолёта, то противник мог быть сбит.
Для борьбы с танками в 1942 г. в РНИИ были разработаны авиационные реактивные бронебойные снаряды РБС-82 и РБС-132. Кроме того, РБС-82 имел более мощный двигатель, его вес увеличился до 15 кг. Бронепробиваемость снаряда РБС-82 составила до 50 мм по нормали, а РБC-132 — до 75 мм. Снарядами РБС-82 и РБС-132 вооружали штурмовики Ил-2.
Опыт боевых действий показал, что применение реактивных снарядов по бронированным целям имело малую эффективность, так как требовало прямого попадания. В ходе испытаний на Научно-исследовательском полигоне авиационного вооружения ВВС Красной Армии (НИП АВ ВВС КА) средний процент попаданий снарядов РС-82 в неподвижный танк при стрельбе с дистанции 400—500 м составил 1,1 %, а в плотную колонну танков — 3,7 %. Процент попадания РС-132 был ещё меньше. В условиях боевого применения с расстояния 600—700 м, при активном противодействии противника рассеивание было значительно выше.
Против живой силы и автомобилей противника, находившихся вне укрытий, реактивные снаряды действовали достаточно успешно. Главными целями РОФС-132 таким образом были крупные площадные цели — мотомеханизированные колонны, ж/д составы, склады, батареи полевой и зенитной артиллерии
В 1942 г. в г. Сочи на базе ПРМ 6 ГМЧ Закавказского фронта по инициативе начальника мастерской майора-инженера А. Ф. Алфёрова в гараже санатория «Кавказская Ривьера» было организовано производство лёгких переносных ракетных установок для горно-стрелковых частей. Установка состояла из трех узлов: станка, фермы и пакета. Пакет имел направляющие для восьми РС-82, расположенных в два ряда. Ферма, на которой устанавливался пакет оснащалась поворотным кругом. Станок с крестовиной имел четыре откидные ноги, выполненные из труб. На концах ног были специальные лапы с отверстиями, куда забивались при установке штыри. Установка оснащалась простейшей системой горизонтальной и вертикальной наводки и прицеливания, позволявшей обходиться без сложных механических и оптических приспособлений. Пороховой заряд реактивных снарядов воспламенялся выстрелом холостого винтовочного патрона, начиненного черным порохом. Общий вес установки достигал 68 кг. Для транспортировки «горных катюш» в разобранном виде использовали лошадей. Всего было выпущено 58 переносных реактивных установок, 48 из которых поступили на вооружение двенадцати батарей, а еще 10 установок оставили в резерве. «Горные катюши» прошли с боями от Кавказа до Карпат.
Кроме того установками для запуска РС-82 было оборудовано 4 лёгких катера и сейнер «Скумбрия», которые использовались для прикрытия морского десанта в Новороссийске в 1943 г.
В железнодорожных мастерских депо станции Сочи установками для пуска РС-82 оборудовали 4 дрезины, которые курсировали по железной дороге между Сочи и Туапсе.